# Ya veremos
Ya veremos es una película de comedia mexicana del año 2018, protagonizada por Fernanda Castillo, Mauricio Ochmann y Emiliano Aramayo. Fue escrita por Alberto Bremer y dirigida por Pedro Pablo Ibarra. Estrenada en México el 2 de agosto de 2018 siendo distribuida por Videocine.

## Sinopsis
Cuenta la historia de Santi es un niño que ha tenido que lidiar con el divorcio de sus padres, sin embargo comparten custodia del hijo y están obligados a verse de vez en cuando, para poder compartir el tiempo con el. Un día reciben la noticia de que Santi debe someterse a una cirugía ya que poco a poco está perdiendo la vista, así que él decide hacer una lista de deseos para cumplirlos junto a sus dos padres antes de perder la vista por completo. Rodrigo y Alejandra deberán aprender a convivir entre sí, embarcándose en un viaje que al final terminará por unir a la familia, o ya veremos.

## Reparto
- Fernanda Castillo - Alejandra
- Mauricio Ochmann - Rodrigo
- Emiliano Aramayo - Santi
- Estefania Ahumada - Irma
- Erik Hayser - Enrique
- Rodrigo Cachero - Dr. Rubén Darío
- Pacho Rueda - Enfermero Ignacio (Paco Rueda)
- Katsuhiro Honda - Akito
- Ariel Levy - Dr. Ernesto

## Recepción
La película recibió críticas negativas tomando en cuenta los comentarios en Rotten Tomatoes obtuvo un rating de 0% basado en 10 comentarios con un promedio de 4.2/10. En Metacritic, la película obtuvo un puntaje promedio ponderado de 25/100, basado en 4 críticas, que indican "críticas generalmente desfavorables".
En agosto de 2018, a una semana de su estreno comercial en México, se convirtió en el segundo mejor debut de una película mexicana en la taquilla doméstica en la historia; considerando los cuatro días (jueves a domingo) de un fin de semana extendido, la película debutó con 73.1 millones de pesos y 1.39 millones de espectadores.